# Antonio Noguera
Pour l’article ayant un titre homophone, voir Antonio Nogueira.
Antonio Noguera Parés, né le 1er mai 1926 à Manlleu (province de Barcelone, Espagne) et mort le 22 août 2001, est un footballeur espagnol des années 1940 et 1950 qui jouait au poste d'ailier.

## Carrière
Antonio Noguera débute dans le championnat d'Espagne à l'âge de 21 ans avec le FC Barcelone lors de la saison 1947-1948. Il joue trois matchs de championnat et le Barça se voit proclamé champion. La saison suivante, il dispute six matchs de championnat et marque deux buts. Barcelone remporte le championnat, la Coupe latine et la Coupe Eva Duarte.
Il joue ensuite avec le Real Saragosse entre 1951 et 1953. Il est titulaire lors de ces deux saisons. En 1953, Noguera est recruté par le Valence CF avec qui il remporte la Coupe d'Espagne en 1954.
En 1954, il rejoint le CD Castellón en deuxième division. Enfin entre 1955 et 1957, il joue à l'UE Lleida en D2.

## Palmarès
Avec le FC Barcelone :
- Champion d'Espagne en 1948 et 1949
- Vainqueur de la Coupe Latine en 1949
- Vainqueur de la Coupe Eva Duarte en 1949

Avec le Valence CF :
- Vainqueur de la Coupe d'Espagne en 1954